# Tiny Tim (cantante)
Herbert Butros Khaury (Manhattan, Nueva York, 12 de abril de 1932-30 de noviembre de 1996, Mineapolis, Minnesota) también conocido como Herbert Buckingham Khaury, y profesionalmente como Tiny Tim, fue un cantante y músico estadounidense. Es mejor recordado por sus versiones exitosas de las canciones «Tiptoe Through the Tulips» y «Livin' in the Sunlight, Lovin' in the Moonlight», las cuales cantaba en una voz de falsete.

## Biografía
Tim nació el 12 de abril de 1932 en Manhattan, Nueva York, Estados Unidos, siendo hijo de Butros Khaury, un trabajador textil y sacerdote católico maronita de origen libanés, y Tillie Staff, una trabajadora de indumentaria judía.
Khaury mostró talento musical a una edad muy temprana. A la edad de cinco años, su padre le regaló un fonógrafo de cuerda antiguo y un disco de 78 RPM de "Beautiful Ohio" de Henry Burr. Se sentaba durante horas escuchando el disco. A los seis años comenzó a aprender a tocar la guitarra por su cuenta. En sus años preadolescentes, desarrolló una pasión por los discos, específicamente los de la década de 1900 a la de 1930. Comenzó a pasar la mayor parte de su tiempo libre en la Biblioteca Pública de Nueva York, leyendo sobre la historia de la industria del fonógrafo y sus primeros artistas discográficos. Investigó partituras, a menudo haciendo copias fotográficas para llevar a casa para aprender, un pasatiempo que continuó durante toda su vida. Asistió a la escuela secundaria George Washington en el barrio de Washington Heights, Manhattan.

## Carrera

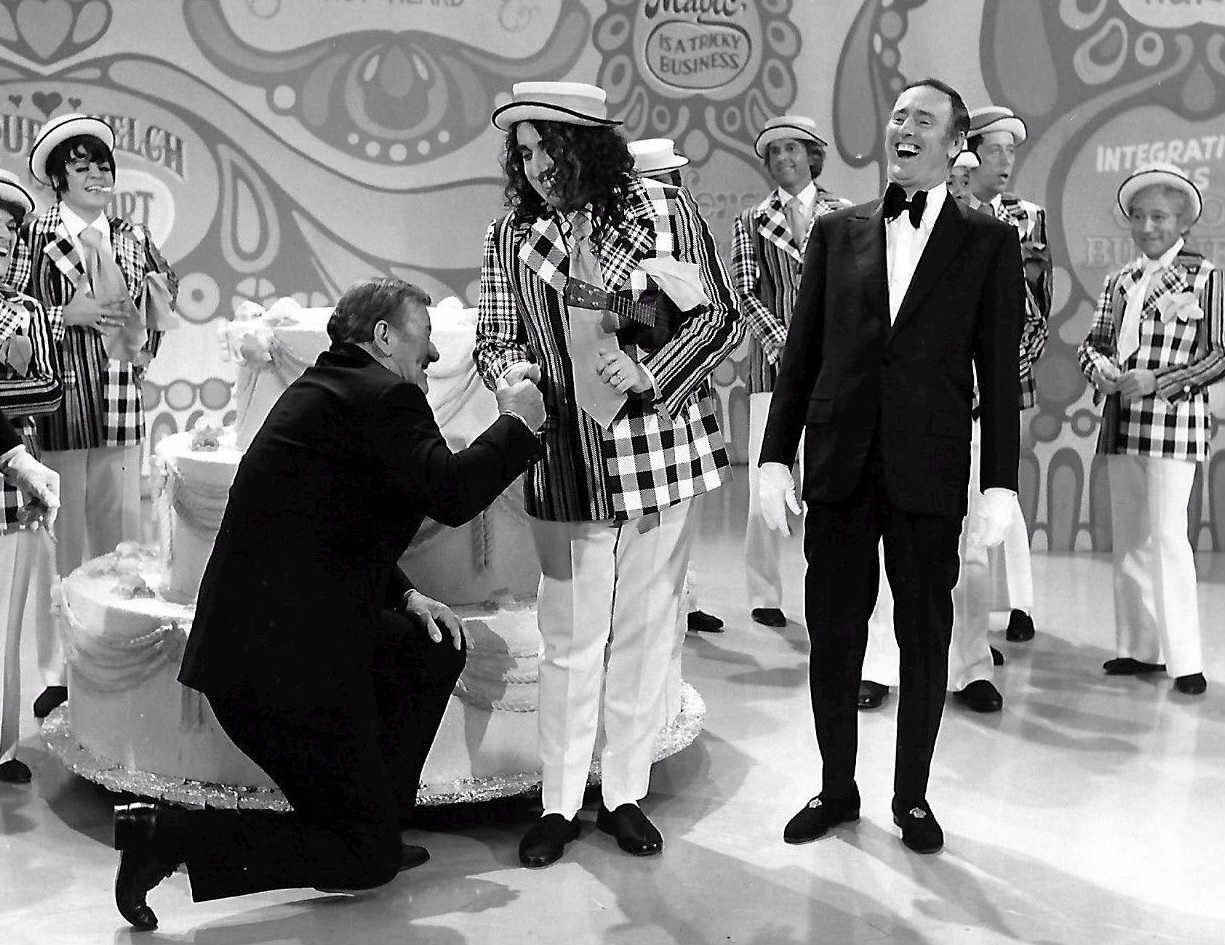
Foto del episodio 100 del programa de televisión Rowan & Martin's Laugh-In. Las estrellas invitadas son John Wayne y Tiny Tim. El presentador Dick Martin aparece en la foto, junto con miembros del elenco pasados y presentes del programa.

Inició su carrera en diversos clubes usando seudónimos como Larry Love o El Canario Humano, y finalmente adoptando el de Tiny Tim, inspirado en Cuento de Navidad, de Charles Dickens.
Gozó de mucho éxito al presentarse en los shows televisivos de Johnny Carson, Ed Sullivan y Jackie Gleason debido a su gran estatura (1,85 m), rizada melena y su actitud inocente e infantil que rayaba en lo cómico. Sus presentaciones se caracterizaban por interpretaciones de canciones de la música popular estadounidense de 1890 a 1930, presentadas en voz de falsete/vibrato, y acompañadas por su ukelele, que se hizo su elemento distintivo hasta el día de su muerte.

### Camino a la fama
Su primer álbum, editado en 1968, se tituló God Bless Tiny Tim e incluye su sencillo más conocido, «Tiptoe Through The Tulips». El disco incluye su versión de «I Got You Babe», de Sonny & Cher, en la que hace un dúo consigo mismo mezclando su voz de barítono con la de falsete.
Su segundo disco, Tiny Tim's 2nd Album, no tuvo tanto éxito como el primero, pero incluye una destacada versión de «Great Balls of Fire», de Jerry Lee Lewis.
En la cima de su éxito grabó un disco con canciones infantiles, uno en vivo, apareció en el Festival de Woodstock, y protagonizó uno de los shows más extraños de la televisión estadounidense, al casarse en vivo en el programa The Tonight Show Starring Johnny Carson con su novia de diecisiete años, Victoria Mae Budinger, o "Miss Vicki", en 1969, con quien tuvo a su única hija, Tulip Khaury.

### Últimos años de fama
Su fama empezó a descender y la novedad por verlo desapareció, por lo que regresó a los clubes pequeños y festivales, siendo invitado ocasionalmente a programas de televisión más como objeto de burla que como cantante, aunque a pesar de su estrafalario estilo gozaba de una privilegiada voz. Incluso filmó una película de terror de "clase B" titulada Blood Harvest, donde dio vida a un payaso.
En la década de los noventa tuvo un repunte en su carrera cuando la banda ISM lo invitó a hacer una versión de «Tiptoe Through the Tulips» en estilo punk con su participación en la voz. De esta forma volvió a estar en el interés público hasta el día de su muerte, el 30 de noviembre de 1996, frente a su tercera esposa e interpretando «Tiptoe Through the Tulips» a la edad de 64 años, víctima de un paro cardíaco. Fue enterrado junto con su ukelele.
Cabe mencionar que además de la música popular de inicios del siglo XX, Tiny también realizó versiones de canciones de artistas de rock, entre los que se encuentran: The Beatles, Led Zeppelin, Pink Floyd, AC/DC, The Doors, Rolling Stones, Joan Jett, entre otros.
Su sencillo «Living in the Sunlight» es el principal tema del primer episodio de la serie animada Bob Esponja, titulado "Se busca ayuda".

## Muerte

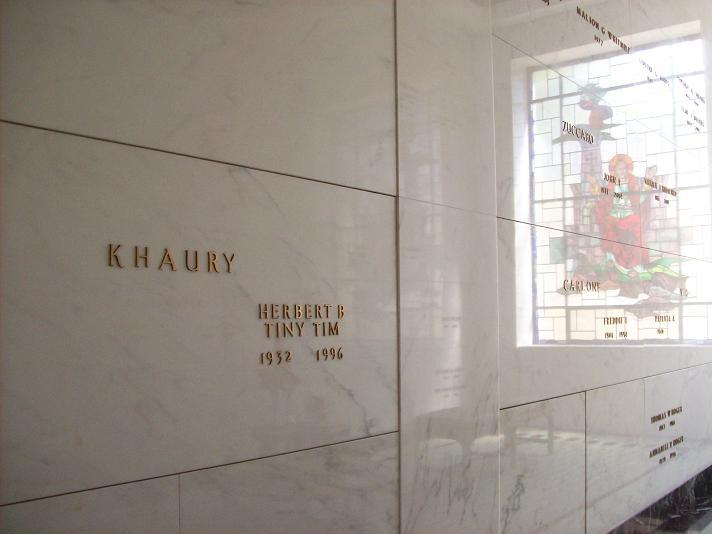
Tumba de Tiny Tim en Lakewood Mausoleum

Tiny Tim murió el 30 de noviembre de 1996 a causa de un paro cardíaco, a los 64 años. Anteriormente ya había sufrido otros ataques al corazón. El más recordado fue cuando se desplomó al inicio de una presentación en vivo en el Festival de Ukelele en Massachusetts, aun cuando había otorgado una entrevista con toda normalidad momentos antes de subir al escenario. A pesar de que pudo ser hospitalizado, murió poco después, cuando se encontraba junto a su tercera esposa. Está enterrado en el Cementerio Lakewood, en Mineápolis, Minnesota.